# KGM 무쏘 EV
KGM 무쏘 EV(KGM Musso EV)는 KG모빌리티에서 2025년 3월 5일에 출시한 소형 픽업트럭이다.

## 개요
토레스 EVX를 기반으로 개발한 전기 픽업트럭이다. 무쏘는 쌍용자동차 시절의 SUV 모델 쌍용 무쏘와 픽업 모델 쌍용 무쏘 스포츠의 이름과 동일하다. 또한 KG모빌리티에서 2025년 1월 내놓은 픽업트럭 통합 서브 브랜드로 개편한 무쏘(MUSSO)의 첫 모델에 해당한다.
2025년 1월 강원특별자치도 화천군에서 열린 산천어축제에서 실차를 처음으로 전시하며 공개했다. 2025년 3월 5일 KG모빌리티는 경기도 평택시 칠괴동 본사에서 신차 발표회를 열고, 무쏘 EV를 정식으로 출시하였다. 무쏘 EV는 도심형 전기 소형 픽업 트럭이다. 외관 디자인은 편리하면서도 튼튼하다는 뜻의 핸디 앤 터프 콘셉트를 바탕으로 데크와 차체가 일체로 이루어졌다.
비야디에서 만든 80.6킬로와트시(kWh) 용량의 리튬인산철(LFP) 블레이드 배터리가 탑재되어 있으며, V2L(외부로의 전력 공급) 기능이 탑재되어 있다. 데크의 최대 적재 용량은 500㎏이며, 데크 탑, 롤 바, 데크 슬라이딩 커버가 적용되었다. 2열 좌석은 슬라이딩, 리클라이닝 기능이 탑재되었다. 다만 적재함 내부에는 전기장치를 꽂아서 쓸 수 있는 콘센트가 없다.
전륜구동은 모터 1개, 4륜구동은 모터 2개가 장착된다.

## 시장
무쏘 EV는 대한민국 최초로 내놓은 전기 픽업트럭으로, 대한민국에서 친환경 화물차로 분류된다.